# Evaristo San Cristóval Palomino
Evaristo San Cristóval Palomino (Lima, 2 de julio de 1894-12 de septiembre de 1968) fue un historiador peruano. Escribió libros que versan sobre los problemas limítrofes del Perú.

## Biografía
Hijo de Evaristo San Cristóval León y Emilia Palomino Torres.
Sus estudios escolares los realizó sucesivamente en el Colegio de Lima de Pedro A. Labarthe y el Colegio Nacional Nuestra Señora de Guadalupe.
En 1913 ingresó a la Universidad Mayor de San Marcos. Se graduó de bachiller en Derecho con una tesis sobre «La evolución de la justicia en el Perú» (1925) y se recibió como abogado (1926). También se graduó de bachiller y doctor en Ciencias Políticas y Administrativas (1926).
En 1919, todavía estudiante universitario, ingresó a laborar al Ministerio de Relaciones Exteriores del Perú como auxiliar de la Sección de Propaganda Internacional. Cuando el presidente Augusto B. Leguía inició su maniobra política para reelegirse, se sumó a la campaña periodística en contra de la reelección. Fue detenido y separado de su cargo en la cancillería (1923).
Tras la caída del Oncenio, fue Secretario de la Comisión Investigadora de Reclamaciones Extranjeras, Director de la Oficina de Límites (1931-1937) y Encargado de Negocios en Centroamérica (1937), bajo los gobiernos sucesivos de Luis Sánchez Cerro y Óscar R. Benavides.
Durante el Ochenio de Manuel Odría fue alcalde de Chorrillos (1950-1952) y asesor de la Revista Militar del Perú (1951-1953).
Involucrado en la conspiración del general Zenón Noriega contra el gobierno de Manuel A. Odría, se exilió a México (1954-1955). De regreso al Perú, fue editor de la Revista de la Sociedad Fundadores de la Independencia, Vencedores del Dos de Mayo de 1866 y Defensores Calificados de la Patria (1960-1966).
Colaboró en los diarios El Comercio (1919-1968), La Crónica y La Prensa, con artículos de tema histórico, que luego reunió en libros y folletos.
Fue miembro de la Sociedad Geográfica de Lima (desde 1917); y del Instituto Histórico del Perú (luego Academia Nacional de la Historia), del que fue secretario desde 1945 hasta su muerte.

## Publicaciones principales
- Alemania ante la humanidad y ante la historia (1918)
- La revolución del Cuzco. 1814 (1919)
- La cuestión limítrofe con Chile (1919 y 1925)
- La enojosa controversia sobre el salitre sostenida entre Bolivia y Chile. El famoso impuesto de los diez centavos (1919 y 1925)
- Páginas de historia colonial (1920)
- La diplomacia chilena a través de la historia (1925)
- El conflicto del Pacífico (1926)
- Del pasado diplomático del Perú (1927)
- Los desastres internacionales de la dictadura (Tratado con Colombia) (1931)
- Página internacionales. Antecedentes diplomáticos Tratado Salomón-Lozano (2 ediciones, 1932)
- La controversia limítrofe entre el Perú y el Ecuador (2 fascículos, 1937-1938)
- El gran mariscal Luis José de Orbegoso: su vida y su obra (1941)
- Poeta y héroe: Mariano Melgar (2 ediciones, 1944)
- Manuel Pardo y Lavalle: su vida y su obra (1945)
- Centenario de don Evaristo San Cristóval (1848-1948) (1948)
- Grandeza y esplendor de Chorrillos (1949)
- "El Comercio" de Lima, decano de la prensa peruana (1951)
- Vida romántica de Simón Bolívar: Manuela Sáenz, la libertadora del Libertador (1958)
- El gabinete histórico: José Gálvez-Toribio Pacheco-José María Químper-José Simeón Tejeda-Manuel Pardo (1966)
- General Mariano Ignacio Prado: su vida y su obra (1966).

## Ediciones
- Discursos pronunciados en el Congreso Constituyente de 1867 por Fernando Casós (2 fasc., 1926-1927)
- Diccionario histórico-biográfico del Perú, por el general Manuel de Mendiburu en 11 tomos (1931-1934), con un apéndice en 4 tomos (1935-1938) que recopilaba biografías no incluidas en la primera edición de la obra.
- Lima antigua, por Pablo Patrón (1935)
- Historia del general Salaverry, por Manuel Bilbao (1936), con un apéndice documental.
- Manuel Pardo, por Jacinto López (1947)